# Kit Coleman
Kit Coleman, née le 20 février 1856 à Castleblankey près de Galway, en Irlande et morte le 16 mai 1915 à Hamilton (Ontario), est le nom de plume de l'auteure irlandaise et canadienne Kathleen Blake Coleman, née Catherine Ferguson. Coleman est la première femme accréditée correspondante de guerre, la première femme syndiquée dans le milieu journalistique canadien, et la première femme présidente du Club de presse des femmes canadiennes.

## Biographie
Kit Coleman naît le 20 février 1856 à Castleblankey près de Galway, en Irlande, de l'union de Mary et Patrick Ferguson. Bien qu'issue d'une famille modeste, elle a accès à une éducation de qualité à la Loretto Abbey de Rathfarnham où elle suit des études de langues et d'humanité, avant de poursuivre dans une école d'art d'agréments en Belgique.
En dehors de ses études, son oncle, le père dominicain Thomas Burke a une grande influence sur elle, la sensibilisant à la tolérance sociale et religieuse. Cette influence sur elle à un jeune âge aura un impact sur ses intérêts et son style journalistique.
Quand elle a vingt ans, elle est forcée dans un mariage arrangé par sa famille avec un vieux et riche propriétaire foncier, Thomas Willis. Ils ont une fille ensemble, mais celle-ci meurt a l'âge de deux ans. Son mari meurt peu de temps après, et elle est ensuite déshéritée par la famille de ce dernier.
En 1884, à la suite d'un séjour à Londres, elle décide d'émigrer au Canada, où elle se marie dans l'année avec Edward J. Watkins. Ils ont deux enfants ensemble, Thady et Patsy. Edward J. Watkins, soupçonné de bigamisme et alcoolique, rend l'union malheureuse - ils se séparent en 1889, laissant Kit Coleman seule avec ses deux jeunes enfants et leur responsabilité financière sur les épaules.
En 1898, Kit Coleman se marie une troisième fois lorsqu'elle est à Washington, avec le médecin Theobald Coleman.

## Carrière professionnelle

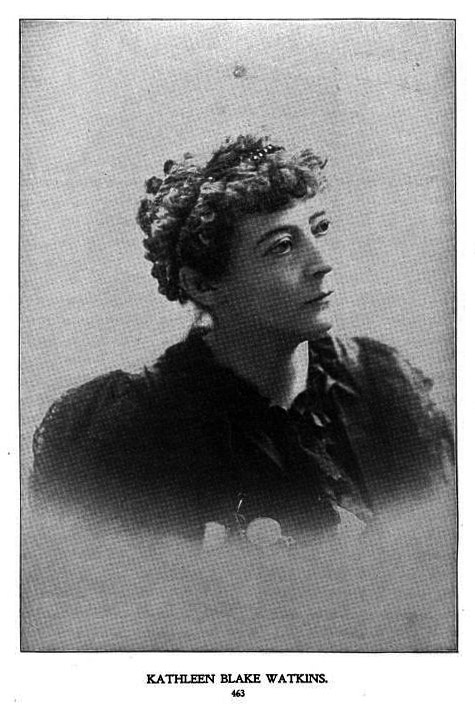
Photographie de Kit Coleman, tirée de Famous American Men and Women.

### Journalisme
Kit Coleman est la première femme canadienne à être responsable de sa propre section d'un journal canadien. C'est en octobre 1889 que le The Globe and Mail lui offre la position de rédactrice en chef de la chronique féminine hebdomadaire Women's Kingdom dédiée à l'époque à des sujets présumés féminins: recettes, conseils de ménage, mode, etc.
Elle transforme rapidement la page en écrivant également des chroniques sur la politique, la religion, l'architecture, etc. afin de prouver à ses supérieurs et aux lecteurs et lectrices que les femmes peuvent aussi s'intéresser à ces sujets, autrefois considérés comme « masculins ». Elle se crée ainsi une réputation et sa page devient connue, attirant un grand nombre de lecteurs et lectrices, tels que le premier ministre canadien Wilfrid Laurier.
Toutefois, Coleman doit balancer ses idées progressistes avec la nécessité de soutenir financièrement sa famille en tant que mère célibataire. Elle ne peut donc se permettre d'être trop provocante afin de pouvoir garder son travail, et se résolue également à écrire des contes et des nouvelles pour s'assurer un revenu supplémentaire.
En 1891, Coleman se déclare en faveur de l'égalité salariale pour les femmes - à travail égal, salaire égal. En 1904, elle co-fonde et devient la première femme présidente du Canadian Women's Press Club pour lutter contre la discrimination dont les femmes sont victimes dans son milieu professionnel. Toutefois, elle ne se prononce pas sur le mouvement des suffragettes qui militante pour le droit de vote pour les femmes, en partie à cause de la pression exercée par le Toronto Mail, qui s'y oppose catégoriquement. En 1910, elle dit comprendre le mouvement et les femmes qui y participent, mais qu'elle n'est pas une suffragette elle-même.
Entre 1892 et 1897, elle continue son travail de journalisme tout en voyageant. Elle écrit notamment sur de grands évènements comme l'exposition universelle de 1893 à Chicago. Elle écrira également sur les conditions sociales de certains quartiers pauvres de Londres et de San Francisco, qu'elle observe sous couverture en se déguisant en homme.

### Correspondante de guerre
En 1898, Coleman se porte volontaire auprès du Mail and Empire - anciennement Toronto Mail -  pour couvrir la guerre hispano-américaine à Cuba et devient la première femme à être accréditée correspondante de guerre. Les autorités militaires sont contre cette accréditation, et tente de l'empêcher de débarquer à Cuba. Elle réussit finalement à s'y rendre, mais seulement lorsque les combats sur le terrain ont cessé. Son rôle de correspondante de guerre est différent de celui des hommes journalistes sur place, et elle peut donc prendre plus de temps pour écrire et raconter l'horreur, la tristesse, et la douleur de la guerre. 
Elle fut encensée pour son travail de reportage et fut invitée à prendre la parole à la Réunion international des femmes journalistes à Washington en 1898.

### Fin de carrière
Elle continue à travailler pour le Mail and Empire jusqu'en 1911, date à laquelle sa chronique est démantelée et elle décide de démissionner. Après sa démission, elle continue en tant que journaliste indépendante et vend ses chroniques à différents journaux.
À la suite de la création du Canadian Women's Press Club en 1904, le groupe gagne en popularité et organise sa propre conférence en 1906 avec un certain succès. Il est ensuite invité en 1910 au congrès de l'Association canadienne de la presse à Toronto, qui sera pour la première fois ouvert aux femmes.
Elle publie également des livres de poésie.
En mai 1915, elle meurt d'une pneumonie à Hamilton, en Ontario.